# Fougerolles-Saint-Valbert
Fougerolles-Saint-Valbert község Franciaország Burgundia-Franche-Comté régiójában, Haute-Saône megyében. Új községként 2019. január 1-jén jött létre Fougerolles és Saint-Valbert község egyesítésével. A korábbi községek egyesülésekor az új község lélekszáma 4081 fő lett. Lakosainak száma 3777 fő (2022. január 1.).

## Népesség
| Lakosok száma | 3803 | 3804 | 3797 | 3784 | 3780 | 3777 |
|               | 2017 | 2018 | 2019 | 2020 | 2021 | 2022 |